# 福島敦彦
福島 敦彦（ふくしま あつひこ、1941年 - ）は、元アマチュア野球選手・指導者である。ポジションは内野手。

## 来歴・人物
報徳学園高校では、遊撃手として、活躍していた。高校卒業後に慶應義塾大学に入学する。
その後、1972年秋から1974年までに母校の報徳学園の監督を務め、1974年の選抜高校野球でチームを優勝に導いた。
慶應義塾大学や中山製鋼でも監督を務めた。1978年の第7回日米大学野球選手権大会日本代表ではコーチに選ばれた。
その後は中山製鋼で野球部長となり、日本放送協会で高校野球解説者を務めた。
一時期、インドで野球を指導したことがある。